# 小行星8858
小行星8858（8858 Cornus）是一颗绕太阳运转的小行星，为主小行星带小行星。该小行星于1991年8月6日发现。

## 轨道参数
小行星8858的轨道半长轴为2.3938234 UA，离心率为0.189。